# 劉国傑
劉 国傑（りゅう こくけつ、1234年 - 1305年）は、モンゴル帝国に仕えた女真人将軍の一人。青年期は益都淄萊等路行軍万戸府に属して南宋との戦いの最前線で武功を挙げ、南宋の平定後は帝国内各地で起こった内乱の討伐に従事した。

## 概要

### 出自
劉国傑は女真人の烏古倫氏に属していたが、烏古倫氏は中原に入って以後劉氏と改めたことから、劉姓を名乗っていた。父の劉徳寧はビチクチとしてチンギス・カンの末弟のテムゲ・オッチギンに仕え、オッチギン家の投下領であった益都路に赴任し、管領益都軍民公事の地位を授かっている。劉国傑は容貌魁偉にして騎射を得意としたため、若くして従軍し隊長に抜擢された。至元6年（1269年）より襄陽城の包囲戦が始まると、張弘範の指揮する益都淄萊等路行軍万戸府に属し、益都新軍千戸に任命されて南宋との戦いに動員されることとなった。同じく女真人で、同時期に益都淄萊等路行軍万戸府に属し千戸となった李庭とは後年に至るまで戦場をともにすることとなる。

### 襄陽・樊城の戦い
南宋の大軍が劉国傑の駐屯する万全堡を攻めてきた時、劉国傑は僅か数百の兵でこれを破り斬首4000級余りを得たため、これ以後劉国傑の名声は高まった。その後、樊城を優先して陥落させる方針が取られると、劉国傑は樊城の外城攻めに活躍し、火砲で負傷したまま奮戦した功績から武略将軍の地位を授けられた。更に、内城攻めにも負傷したまま参戦し、数か所に傷を負いながら戦い抜き樊城陥落に大きく貢献した。襄陽城のも陥落した後、この奮戦ぶりを聞いたクビライは劉国傑を召し出し、武徳将軍・管軍総管の地位を授けるとともに、銀100両・錦衣・弓矢を下賜した。

### 南宋領侵攻
襄陽城・樊城の陥落により、至元11年（1274年）からは遂にバヤンを総司令とする南宋領全面侵攻が始まった。劉国傑もこれに従軍し、郢州で南宋水軍に進路を阻まれた時には、バヤンの命を受けて黄家湾堡を奪取することで漢水への進路を確保し、この功績により武節将軍とされた。その後も沙洋・新城の平定、丁家洲の戦いに活躍し、遂に益都新軍万戸へと昇格した。その後、アジュ率いる軍団に属して淮南方面に進み、南宋軍の兵道を扼するために劉国傑は揚子橋を占領した。南宋側は1万の兵で以て夜襲でこれを奪取せんと図ったものの、劉国傑は南宋軍を撃退し逆に都統の張林を捕虜とすることに成功した。その後、南宋の張世傑が焦山を奪取せんと出撃してきたが、万戸の劉深がその後背をつき、劉国傑と董文炳が左右から挟撃することによって張世傑は大敗を喫した。これらの功績により劉国傑は懐遠大将軍の地位と、「バアトル（覇都）」の号を授けられた。劉国傑は次男であることから元々「劉二」と通称されており、これ以後は「劉二覇都」として知られるようになる。

### シリギの乱
南宋の首都の臨安が陥落すると、劉国傑は僉西川行枢密院事に任じられ、淮南の兵を率いて四川方面の平定を命じられた。ところが、劉国傑が出立する前に西北方面でシリギの乱という大事件が勃発したとの報が届いたため、劉国傑は自らの軍団（益都新軍万戸）を甥の劉漢臣に委ね、急遽モンゴル高原に派遣されることになった。至元14年（1277年）8月に先行したバヤン・トトガク・バイダルらがオルホン河の戦いで勝利を収め、シリギやトク・テムルら反乱軍はイルティシュ川方面に撤退していたが、至元15年（1278年）4月に侍衛親軍に属する左・右・中三衛の兵1万を率いて劉国傑はモンゴル高原に赴任した。至元16年（1279年）に劉国傑がカラコルムに到着した頃、トク・テムルが再度カラコルムへの侵攻を図っているとの情報が入ったが、劉国傑は逆に今こそがトク・テムルのアウルク（後方基地）を攻撃する好機であると語り軽騎兵を選抜して出撃した。劉国傑の読みは当たり、不意を突かれたトク・テムル軍は潰走し、劉国傑はこれを謙河（イェニセイ川）まで追撃したことでトク・テムル軍の多くがこの地で溺死した。至元18年（1280年）、トク・テムルがモンケ家のサルバンとともに再度攻めてきたが、劉国傑はオイラト人のベクレミシュと協力してこれを撃退し、以後反乱軍は内紛に陥って自壊していった。「シリギの乱」が事実上鎮圧されたことにより、同年中に輔国上将軍の地位を授けられ、劉国傑は江南方面に戻ることとなった。

### 征東行省時代
至元19年（1282年）、日本遠征（弘安の役）が失敗に終わったため、怒ったクビライは征東行省の大小の将校を罷免し、劉国傑を征東行省左丞に任命した。しかし、召喚された劉国傑は「遠征失敗の罪は元帥にのみあります。その他の諸将は元の職に復帰させれば、彼らは奮い立って先の恥を雪ごうとするでしょう」と進言し、クビライはこの進言を採用した。その後、建寧で黄華の叛乱が起きると、劉国傑は征東行省の兵を江淮に集めて参政のバヤンとともに叛乱を討伐した。劉国傑が叛乱軍の拠点である赤巌寨を陥落させたことで黄華は自殺し、叛乱軍は瓦解した。福建行省から援軍として派遣されてきた左丞のクラチュは残党を探し出し殲滅しようと図ったが、劉国傑はこれを諌めて自発的に投降するよう呼びかけたという。至元22年（1285年）には征東行省から僉沿江行枢密院事に転任となっている。

### 湖広行省時代
更に、至元23年（1286年）には湖広地方が重要な地点でありながら盗賊が多発していることを理由に、劉国傑は湖広行省左丞に任命された。任地についた劉国傑は早速賊の李万二を捕らえ、至元24年（1287年）には広東で起こった鄧太獠らの叛乱も鎮圧している。至元25年（1288年）、湖南方面で詹一仔なる盗賊が衡州・永州・宝慶府・武岡軍一帯の人々を糾合して官軍を寄せ付けなかったため、劉国傑が詹一仔を討ってこれを平定した。劉国傑の部下は投降した者達の処刑を求めたがこれを退け、衡州に清化・永州に烏符・武岡軍に白倉という屯田をそれぞれ設け投降した者達を配することで良民となすことに成功している。
至元26年（1289年）には閻太獠を清遠で攻めて捕虜とし、また厳太獠を敗走させた。4月、曽太獠を金林で敗走させ、劉国傑の軍は深く山中に入って賊衆5000人を尽く殺した。7月、賀州に駐屯したが軍中に熱病が流行ったため、劉国傑は自ら兵を見舞い医薬を用いたという。しかし劉国傑自身も病にかかったことから、軍とともに道州に移ったところ、広東の盗賊の陳太獠が道州に攻めてきたため、逆にこれを破って捕虜とする功績を挙げている。
至元27年（1290年）、江西の龍泉で盗賊が起こったため、劉国傑は討伐を配下の諸将に命じた。諸将は「これは他の行省で活動している盗賊でありませんか」と述べたが、劉国傑はこれを放置すれば解決は困難となると述べ、軽兵を選んだ上で旗や大鼓なども持たず一昼夜にしての下まで至った。賊は数千の兵を有していたが劉国傑の奇襲に対応できず、劉国傑は数十騎でもって敵陣を陥落させ斬首500余りを得て賊軍を潰走させた。囚われていた民を救い出し、日が落ちると劉国傑は直ちに兵を収めて撤収した。現地の民は状況を把握できず困惑していたが、翌日に劉国傑が名を名乗ると、驚いた民たちは劉国際を神と見なし〜と決別したという。その後、劉国傑は霧に乗じて賊の巣窟を攻撃し、多くの者を捕縛・殺害し、遂に桂東に帰還した。2月、龍泉の盗賊が再び酃県で略奪を行ったため、劉国傑は酃県に赴き、軍を三つに分けて賊の根拠地である大井山に迫った。道は険しく劉国傑軍は馬を降りざるを得なかったが、この頃大雨であったために賊側も防備を整えられず、劉国傑は難なく賊を平定して帰還した。8月、永州の盗賊の李末子が全州を略奪したが、これも劉国傑によって討伐され、それまでの功績により湖広右丞に昇任となった。

### 大越国再征
至元28年（1291年）に湖広等処行枢密院、ついで同副使に任命され、武昌に移った。同年秋、広東で盗賊が再度起こったため、劉国傑が討伐に派遣された。至元29年（1292年）より黄勝許の討伐戦が始まったが、黄勝許配下の賊は剽悍な上飛鳥のように巌洞・篁竹を行き来し、毒矢を用いたことから難敵と見なされていた。劉国際は自ら兵を率いて奮戦し賊を清走させたが、賊は交趾（大越国陳朝）領に逃げ込んでしまったため、劉国傑は柵を築き山を切り開くことで時間をかけて進出せざるを得なくなった。およそ2年をかけてようやく賊は平定され、黄勝許のみは単身大越に逃れたが、その妻子は捕らえられて殺された。劉国傑は書状を大越国に送って黄勝許の引き渡しを求めたが、大越国は遂に黄勝許を隠し通し渡さなかったという。また、至元30年（1293年）に入朝した時にはクビライが「湖広は重地であり、劉のみがこれを鎮撫するに足る。 他の者が能う所ではない」と述べ、他の官に移ることを禁じたという逸話が伝えられている。

### 成宗の治世
至元31年（1294年）、成宗オルジェイトゥ・カアンが即位すると、行枢密院が衡州に設置され、その副使に任命された、これより先、泊崖洞の田万頃・楠木洞の孟再らは叛乱を起こしたものの討伐を受けて投降し、泊崖洞を施溶州に昇格し田万頃をその知州事に任命していた。しかし1294年に田万頃は再び叛旗を翻し、討伐軍が起こられたが失敗し、オルジェイトゥ・カアン即位に伴う恩赦も伝えられたが従わず、ここに至り劉国傑が討伐に派遣されることとなった。9月、劉国傑は辰州に至るとまず明渓の賊の魯万丑を討伐しようとしたが、緒戦で千戸の崔忠・百戸の馬孫児らが戦死した。10月、桑木渓まで至ると魯万丑が1千の配下を率いてきたが、劉国傑軍によって撃退された。その翌日、魯万丑は前日の倍の軍勢を率いてきたが、百戸の李旺が奮戦して敵陣を陥落させたことにより、劉国傑軍は勝利を収めた。その後施溶に至ると、配下の武将の田栄祖の献策に従ってまず強力な支城である石農次・三羊峰から攻略を行い、遂に施溶を陥落させることに成功した。これにより、遂に逃げ場を失った田万頃を捕殺することに成功した。
元貞元年（1295年）、栄禄大夫・湖広行省平章政事に任じられた。劉国傑の駐屯する辰州・澧州では溪洞の諸蛮に接することから、宋代には民から屯田兵を募り傜役を免ずる代わりに防衛を担わせる制度があったが、南宋の滅亡に伴ってこの制度は廃止されてしまっていた。そこで劉国傑はこの制度を復活させ、広東・江西地方で盗賊が横行する地域38ヶ所に将士を分屯させて守り、この施策によって盗賊による被害は終息したという。
大徳5年（1301年）、羅鬼の女の蛇節が叛乱を起こし、烏撒・烏蒙・東川・芒部の諸蛮がこれに呼応して貴州を陥落させたため、劉国傑が四川・雲南・思州・播州の兵を糾合してこれを討伐するよう命じられた。賊兵は剽悍にして健馬を多く有しており、劉国傑軍は一時劣勢となったが、劉国傑は策を講じて兵の持つ盾に釘を打たせた。劉国傑軍が盾を棄てて逃れると、賊軍の馬は盾に打ち付けられた釘を踏み抜いて倒れ、逆襲した劉国傑軍の攻撃を受けて賊軍は大敗した。その後、賊軍は雪辱を果たすために劉国傑に戦いを挑んだが、劉国傑は敢えてこれに応じず、賊軍の意気が衰えた時期を見計らって攻撃をしかけ大勝利を収めた。大徳7年（1303年）春には蛇節・宋隆済・阿女ら賊の首魁を捕縛・処刑し、ここに至り西南方面の賊は平定されるに至った。中央に帰還すると宴席が設けられ、光禄大夫の地位と、多額の下賜品が与えられた。

### 晩年
大徳8年（1304年）に劉国傑は郷里に戻ったが、長年辺境で軍務を務めた心労から病を得てしまった。平草政事ブリルギデイの見舞いも受けたが、大徳9年（1305年）2月に72歳にして亡くなった。息子にトゴン（脱歓）がおり、湖広行省平章政事の地位を得てモンケ・カアンの孫娘を娶っている。なお、ジャワ遠征に従軍したことなどで知られる高興は劉国傑の死後、「水上では朱清・張瑄らがいなければ、陸では劉二（劉国傑）がいなければ、我は死んでいたであろう」と語ったと伝えられている。

## 益都淄萊等路行軍万戸府
襄陽城包囲戦の開始にあわせ、張弘範を司令官（万戸＝トゥメン）とした上で、李璮の率いていた軍団を母体として至元6年（1269年）に成立した。略して益都行軍万戸府とも。至元12年（1275年）の臨安陥落後、張弘範が亳州万戸に転任になったことにより解散となった。解散後はこの万戸府に属していた劉国傑・李庭・鄭祐らがそれぞれ新たな万戸府の長として独立し、劉国傑・劉漢臣父子は益都新軍万戸府を率いるようになった。益都新軍万戸府の駐屯地は史書に明記されていないが、劉国傑が主に湖広行省で活動していたことから、湖広行省内の都市であったことは疑いない。
- 万戸：張弘範
- 千戸：劉国傑→益都新軍万戸府の万戸に昇格
- 千戸：李庭→益都新軍下万戸府の万戸に昇格
- 千戸：鄭祐→益都旧軍万戸府の万戸に昇格